# Târgoviște
Târgoviște (erdélyi magyarul: Tirgovics, németül: Tergowisch, csehül: Trhoviště) román város Dâmbovița megyében, Munténiában, a Ialomița folyó jobb partján fekszik. Dâmbovița megye fő gazdasági, kulturális, politikai és közigazgatási központja, emellett a Dél-Munténia fejlesztési régió része. Románia déli középső részén található, a Román-alföld és a Kárpátok hegyláncai közötti kereszteződésben helyezkedik el. A román fővárostól, Bukaresttől 75 km-re, Ploieștitől 44 km-re, Piteștitől 47 km-re, Brassótól pedig 82 km-re helyezkedik el. 2011-ben 79.610 lakosa volt, ezzel pedig Románia 27. legnagyobb városa volt népesség szerint. 
A város első említése 1396-ból származik, Johannes Schilberger feljegyzései pedig megemlítik, hogy a város a Havasalföldi Fejedelemség központja volt. A város jelképének számító Chindiei-tornyot Vlad Tepeș, ismertebb nevén Dracula építette, az akkori vlah fejedelem. Amíg Havasalföld fővárosa Bukarestbe nem költözött, a város több tízezres lélekszámú virágzó metropolisz volt, majd befolyását elvesztve, sok lakója hagyta el.  
1500 környékén a románok többségbe kerültek a városban, mivel a szászok egy része Erdélybe távozott, mások pedig asszimilálódtak. Görög kereskedők a városban, különösen a 16. században, míg a görög szerzetesek a közeli Oroszhegy és Panaghia kolostorokban telepedtek le. Havasalföld fővárosaként Târgoviște számos ostrommal és invázióval szembesült. 1395-ben I. Bajazid ostrom alá vette és felgyújtotta. 1457-ben III. Vlad megbüntette Târgoviște város lakosságát testvére meggyilkolásában való részvételük miatt: a város elitjét kivégezték, míg a fiatalokat a Poenari kastélyába küldték dolgozni. 
Az 1462-es oszmán invázió nem érte el a várost, III. Vlad akadályozta meg az éjszakai támadás révén. 1476-ban a várost Báthory István foglalta el egy tizenöt napos ostrom után, melynek célja Vlad trónjának visszahelyezése volt. 1597-ben II. Mihály és Baba Novac hajdúi döntő csatát vívtak és nyertek az Oszmán Birodalom ellen. 
A 20. század végén a város arról vált híressé, hogy Nicolae Ceaușescut és feleségét, Elena Ceaușescut itt állították bíróság elé és itt végezték ki őket.

## Magyar neve
Az erdélyi magyarok által használt kiejtések (főleg a múltban): Tirgovics, Törgovics, Tirgovistye, Tergovistye (erdélyi történetírók műveiben főleg ez az alak a gyakori), Törgovistye, Törgoviscse stb.

## Népessége
| Lakosok száma | 13 041 | 22 298 | 26 038 | 24 360 | 29 763 | 98 117 | 89 930 | 89 773 | 79 610 | 66 965 |
|               | 1912   | 1930   | 1948   | 1956   | 1966   | 1992   | 2002   | 2007   | 2011   | 2021   |

## Története

### Középkor
A 14. században alapított város. A megerősített fejedelmi udvar, a Curtea Domnească többször át lett építve az évszázadok során, katonai szempontból mégsem számított erősségnek, mivel falait sem tornyok, sem bástyák nem erősítették. A 14. században Havasalföld fővárosa Curtea de Argeș volt, azonban Târgoviște gazdasági növekedése miatt a század vége felé az oláh uralkodók másodlagos lakóhelyévé vált. 1396-ban Johann Schiltberger bajor utazó mind Curtea de Argeșt, mind Târgoviștét Havasalföld fővárosaként említi. Míg I. Mircea Curtea de Argeșben élt, I. Mihály, Mircea fia Târgoviștében székelt. A fejedelmi udvart végül I. Sándor költöztette át 1431-ben Târgoviștébe.
Legjellegzetesebb épülete a Chindia-torony, melyet Vlad Țepeș építtetett. Ő 1456-ban ült a trónra. Az egykori fejedelmi udvar területén jelenleg múzeum működik. 
1476-ban Báthory István erdélyi vajda foglalta el a várost egy tizenöt napos ostrom után. 
1499-ben a havasalföldi fejedelem, IV. (Nagy) Radu újjáépítette a Szent Miklós hegytemplomot.

### Újkor
V. Basarab és V. Radu uralkodása alatt számos csatát vívtak a város közelében.
Matei Basarab (1632-1654) renováltatta a templomot és épített egy újat is. 1659-ig volt Havasalföld fővárosa, ezután Bukarest lett a főváros, de 1714-ig a fejedelem itt székelt. Utána elvesztette jelentőségét, és a lakosság csökkenésével gazdaságilag is hanyatlott.
Az egykori, 1500-ban számlált 60 ezres város létszáma 1900-ra 9400 főre apadt.

### 20. század
1989-ben e városban folytatták le Nicolae Ceaușescu román diktátor és felesége perét, és itt végezték ki őket.

## Testvértelepülések
- Targoviste, Bulgária
- Kazanlak, Bulgária
- Trakai, Litvánia
- Orvault, Franciaország
- Miami , USA
- Corbetta, Olaszország
- Santarém, Portugália
- Vellinge, Svédország

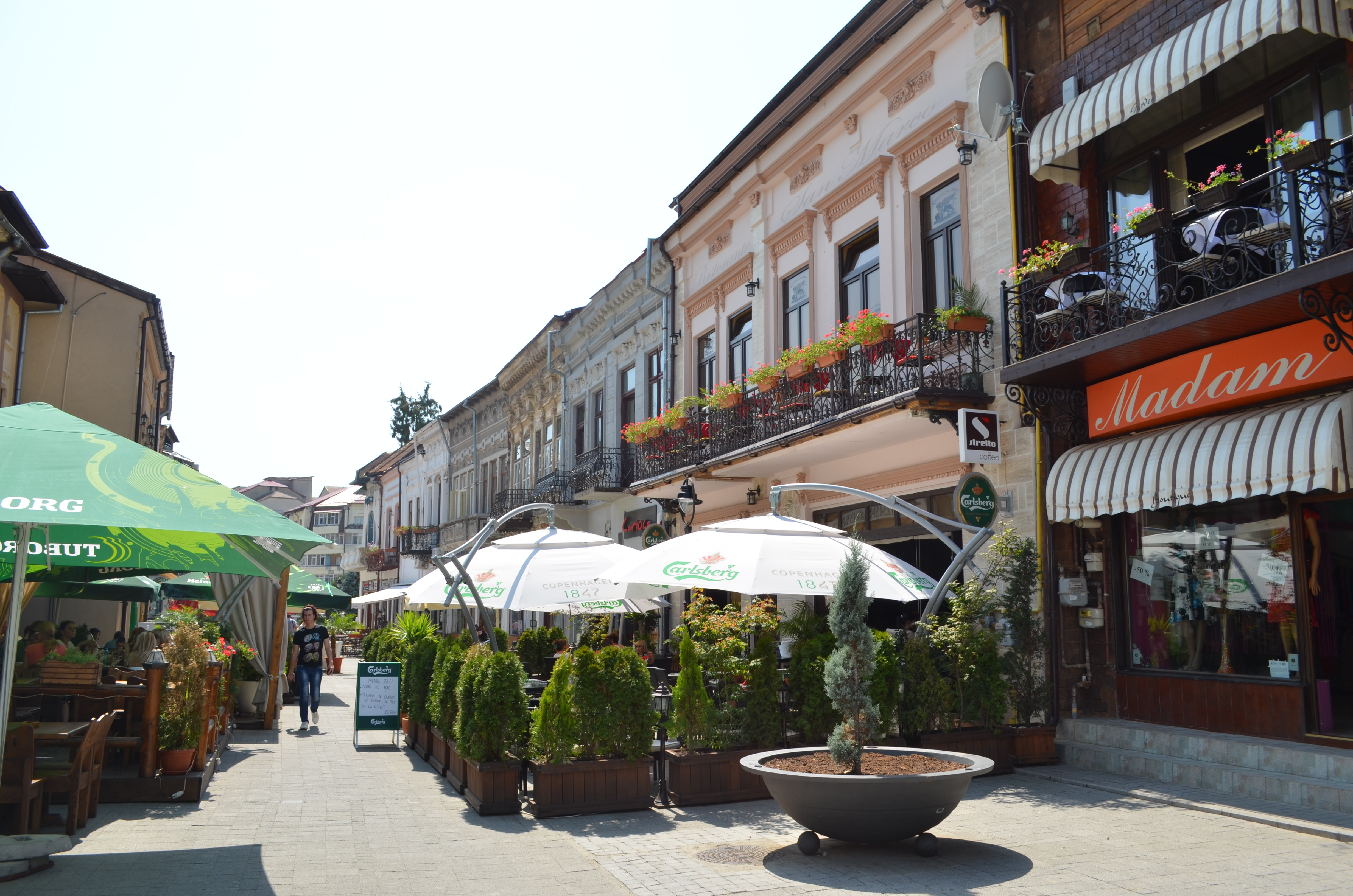
Strada Alexandru Ioan Cuza, Târgoviște

- Castellon de la Plana, Spanyolország

## Sport
- FCM Târgoviște (futball)
- BC Municipal Târgoviște (kosárlabda)